# 헌릉 (고려)

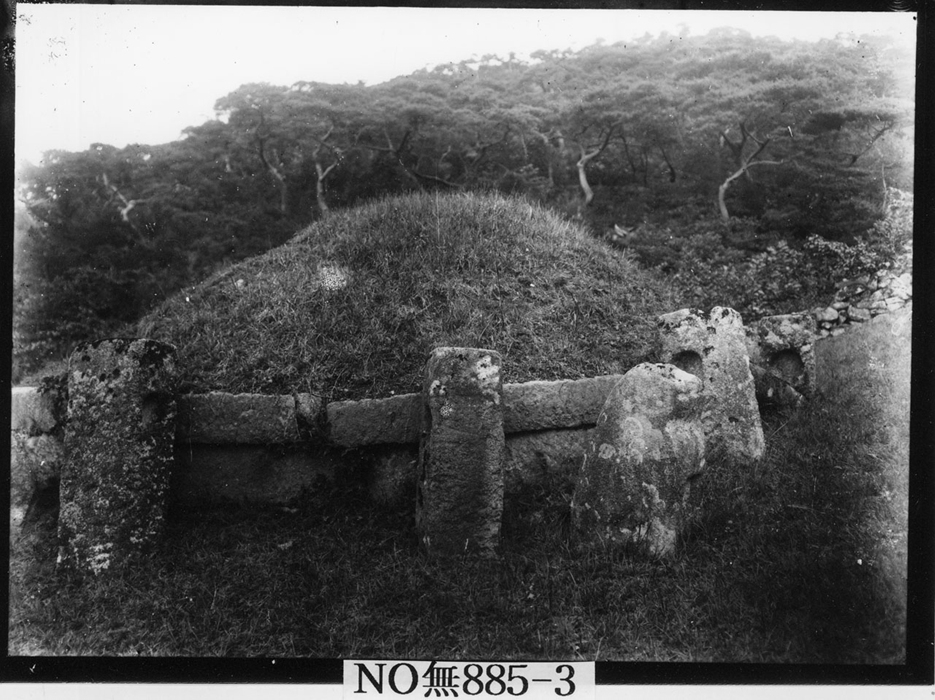

헌릉(憲陵)은 개풍구역 삼거리에 위치한 고려 제4대 광종과 광종비 대목왕후 황보씨의 능이다.
위치는 개성시 계풍구역이다.